# Austroraptor
Austroraptor byl rodem velkého unenlagidního teropoda (dravého dinosaura), který žil zhruba před 70 miliony let (v období svrchní křídy) na území dnešní Argentiny. Typový druh A. cabazai byl popsán v roce 2008 argentinským paleontologem Fernandem Novasem.

## Popis
Austroraptor je největším dosud známým unenlagidem. Dosahoval délky kolem 5 až 6 metrů a hmotnosti 519 až 600 kilogramů (podle jiných odhadů 6 metrů a 300 kilogramů). Jeho dlouhá nízká hlava měřila přes 80 cm. Zajímavým znakem byly velmi krátké přední končetiny, netypické pro zástupce této skupiny.

## Zařazení
Nejbližším příbuzným tohoto dinosaura byl jiný unenlagid Buitreraptor. Je pravděpodobné, že Austroraptor byl efektivním lovcem a troufal si zaútočit i na větší býložravé dinosaury, žijící v jeho ekosystému (titanosauridní sauropodi a snad i hadrosauridi).

### Česká literatura
- SOCHA, Vladimír (2021). Dinosauři – rekordy a zajímavosti. Nakladatelství Kazda, Brno. ISBN 978-80-7670-033-8 (str. 82)